# فرنسواز فابيان
فرنسواز فابيان (بالفرنسية: Françoise Fabian)‏ (مواليد 10 مايو 1933 في الجزائر)، هي ممثلة فرنسية بدأت مسيرتها الفنية عام 1956. ظهرت بأكثر من 80 فيلم منذ 1956.و اسمها الحقيقي ميشيل ليون كورتيس درست التعليم موسيقي في الجزائر تم انتقلت الي باريس. دخلت إلى فرقة «لا كوميدي فرانسيز» الوطنية في العام 1997. وحصلت في 2002 على جائزة «موليار» كأفضل ممثلة عن دورها في مسرحية «روي بلاس» لفيكتور هوغو، واستحقت، بعد مضي شهر واحد، جائزة «سيزار» السينمائية عن مشاركتها في فيلم «فوضى» من إخراج كولين سيرو، الأمر الذي دفع بها إلى مغادرة الفرقة الوطنية والتفرغ للشاشة الكبيرة فترة معينة.

## أعمالها

### بعض أعمال
| سنة  | أعمال              | نوع  | الدور/الوظيفة |
| ---- | ------------------ | ---- | ------------- |
| 2018 | بيرليانتيسيم       | فيلم | كلير          |
| 2013 | أنا، نفسي، ووالدتي | فيلم |               |
| 2011 | بلموندو المسار     | فيلم |               |
| 2004 | 5 ضرب 2            | فيلم | مونيك         |
| 1967 | فتاة النهار        | فيلم | شارلوت        |

## وصلات خارجية
- فرنسواز فابيان على موقع IMDb (الإنجليزية)
- فرنسواز فابيان على موقع قاعدة بيانات الأفلام العربية
- فرنسواز فابيان على موقع ألو سيني (الفرنسية)
- فرنسواز فابيان على موقع ميوزك برينز (الإنجليزية)
- فرنسواز فابيان على موقع تيرنر كلاسيك موفيز (الإنجليزية)
- فرنسواز فابيان على موقع أول موفي (الإنجليزية)
- فرنسواز فابيان على موقع قاعدة بيانات الأفلام السويدية (السويدية)
- فرنسواز فابيان على موقع ديسكوغز (الإنجليزية)
- فرنسواز فابيان على موقع قاعدة بيانات الفيلم (الإنجليزية)
- فرنسواز فابيان على موقع كينوبويسك (الروسية)